# Helopicus bogaloosa
Helopicus bogaloosa är en bäcksländeart som beskrevs av Bill P.Stark och Ray 1983. Helopicus bogaloosa ingår i släktet Helopicus och familjen rovbäcksländor. Inga underarter finns listade i Catalogue of Life.